# Karl Poellath (Ingenieur)
Karl Poellath (* 7. Juni 1857 in Landau in der Pfalz; † 28. Juni 1904 in München) war ein deutscher Ingenieur, Fabrikinspektor und Gründer des Münchner Arbeitermuseums.
Karl Poellath kam als Sohn des späteren Oberst Friedrich Poellath und dessen Frau Anna, geb. Münster, zur Welt. Er besuchte das humanistische Gymnasium in Speyer und ab 1872 das Realgymnasium in München. Von 1874 bis 1879 absolvierte er ein Studium der Maschinentechnik an der Technischen Hochschule in München. Nach einem Praktikum bei den bayerischen Staatseisenbahnen arbeitete er seit 1884 als Ingenieur beim Bayerischen Dampfkesselverein in Augsburg. Im Jahr 1888 trat Poellath als Fabrikinspektor für Oberbayern und Schwaben in den bayerischen Staatsdienst ein. 1892 wurde die Gewerbeaufsicht in Bayern umorganisiert und für jeden Kreis (heutige Regierungsbezirke) ein eigener Fabrikinspektor bestimmt: Poellath wurde zum Fabriken- und Gewerbeinspektor für Oberbayern ernannt. Seit 1900 im Innenministerium für Gewerbeangelegenheiten zuständig, übernahm er dort am 11. August 1902 die neu geschaffene Position eines Zentralinspektors für Fabriken und Gewerbe im Rang eines Regierungsrates. Inspiriert durch seine Erfahrungen als Fabrikinspektor setzte sich Poellath seit 1897 für die Einrichtung eines Arbeitermuseums in München ein, um Arbeitgeber und Arbeiter über Arbeitssicherheit und Unfallverhütung zu informieren. Durch private Unterstützung ermöglicht, wurde das Museum im Jahr 1900 vom Innenministerium genehmigt und unter dem Namen Museum für Arbeiterwohlfahrtseinrichtungen am 21. Oktober 1900 eröffnet. Noch vor Poellaths Tod im Jahr 1904 bewilligte der Bayerische Landtag die Mittel für einen Neubau, der in der Pfarrstraße 3 im Münchner Stadtteil Lehel entstand. Im Jahr 1906 wurde Poellaths Gründung von einem privaten Institut in eine Staatsanstalt umgewandelt und firmierte unter dem Namen Königlich Bayerisches Arbeitermuseum. 